# 다샤 차루샤
다리야 보리소브나 차루샤(러시아어: Да́рья Бори́совна Чаруша, 1980년 4월 1일 ~ )는 예명인 다샤 차루샤(Dasha Charusha)로 활동중인 러시아 출신의 가수, 작곡가, 배우이다. 노릴스크에서 태어나 모스크바 음악원에서 공부하였고, 영화 감독 일리야 나이슐레르와 결혼하여 그의 연출작 《하드코어 헨리》(2015)에 출연하였다.